# 安布希馬哈蘇阿區
安布希馬哈蘇阿區，是馬達加斯加的行政區，位於該國中部，由上馬齊亞特拉區負責管轄，首府設於安布希馬哈蘇阿，面積2,560平方公里，2011年人口203,438，人口密度每平方公里19人。